# Marleen Gorris
Marleen Gorris (ur. 9 grudnia 1948 w Roermond) – holenderska reżyserka i scenarzystka filmowa. W swoich filmach porusza problematykę równouprawnienia płci i pozycji kobiet we współczesnym świecie. Znana jest ze swojego otwartego feminizmu i jako zwolenniczka homoseksualnych związków; tematy te również porusza w swych filmach.
W 1996 jej film pt. Ród Antonii (1995) otrzymał Oscara dla najlepszego filmu nieanglojęzycznego. Był to pierwszy Oscar w tej kategorii przyznany filmowi, którego reżyserem była kobieta.